# ستيريون أصفر
ستيريون أصفر (الاسم العلمي:Satyrium flavum) هو نوع من النباتات يتبع جنس الستيريون من الفصيلة السحلبية.